# Código de área 405

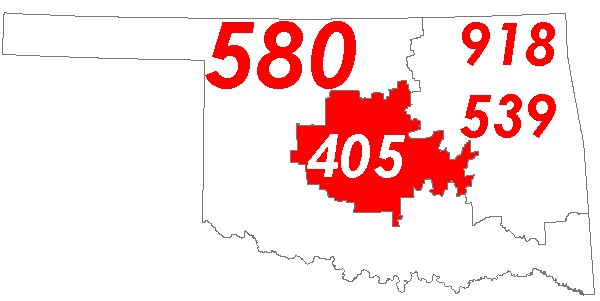
Mapa de Oklahoma con el código de área 405 en rojo.

405 es el código de área estadounidense para el área metropolitana de Oklahoma City, en el estado de Oklahoma, que incluye ciudades como Oklahoma City, Edmond, El Reno, Norman, Stillwater, Shawnee, Chickasha, Tuttle, Moore y Guthrie.
Los otros tres códigos de área de Oklahoma son el 539/918, que cubre el noreste del estado (incluida la ciudad de Tulsa) y el 580, que cubre el oeste y el sur.
El 405 era uno de los códigos de área originales puestos en servicio en 1947 y, hasta el 1 de enero de 1953, cubría todo el estado de Oklahoma. En esa fecha, el noreste del estado fue asignado al código de área 918. El 1 de noviembre de 1997, el 405 se redujo a cubrir solamente el centro de Oklahoma, mientras que las partes sur y oeste del antiguo 405 se convirtieron en el código de área 580. Como resultado, el 405 es el único código de área en el estado que no llega a las fronteras de Arkansas, Kansas, Colorado, Nuevo México y Texas.